# Victor Sintès
Victor Sintès (* 8. srpna 1980 Caen, Francie) je bývalý francouzský a alžírský sportovní šermíř, který se specializoval na šerm fleretem. Francii reprezentoval v prvním a druhém desetiletí jednadvacátého století. Na olympijských hrách startoval v roce 2012 v soutěži jednotlivců a družstev. V roce 2011 obsadil třetí místo na mistrovství světa v soutěži jednotlivců. S francouzským družstvem fleretistů vybojoval v roce 2005 titul mistrů světa a v roce 2002, 2011, 2012 vybojoval s družstvem druhé místo na mistrovství Evropy.